# 四緣說
四緣說，又稱四緣論，佛教理論，對於緣起的一種解說，將一切事物的因果，分成四緣。四緣分別為因緣、等無間緣、所緣緣、增上緣。這四緣會生出所有心與心所法，稱四緣生法。
《大乘密嚴經》中金剛藏菩薩以四緣請教於佛。《分別論》中，將十二因緣間的關係分為緣、因、相互、相應四者。

## 概論
說一切有部相傳，四緣說起源於契經，但是這些契經並沒有流傳下來。有傳說稱來自《筏第遮經》。現存文獻中，這個理論可以被追溯到迦多衍尼子造《發智論》之前，迦多衍尼子根據四緣說，發展出六因論。《識身論》中，主要以四緣來解釋六識作用。大乘佛教中也接受四緣說。
四緣說，將緣分成四大類，一切有為法的作用，必定要依靠這四緣。由此四緣，方能生出一切心與心所。這種分類法，是根據作用來區分，因此同一個物體中，可能同時具備四緣。

## 分類

### 因緣
在有為法中，存在直接因果關係，稱為因緣（hetu-pratyaya）。與「因」、「緣」二者合稱之「因緣」不同，這裡因緣只有一項，是指以因為緣。舉例而言，由小麥種子生出小麥，由小米種子生出小米，稱之為因緣性。由瓜果種子，無法生出小麥，在此就不具備因緣性。
六因論中，除自作因之外的五因，皆屬因緣。

### 等無間緣
等無間緣（samanantara-pratyaya），等是相等、同等之意，意指在心、心所之相續，剎那變化，前念已滅，後念又生起，相續無間，次第生成，又稱次第緣，所以前念是後念的等無間緣。除阿羅漢在入涅槃前的最後一念能斷除之外，一切眾生都不會斷絕心念相續，所以稱為等無間緣。
這是屬於名法的緣，在色法中沒有。
《瑜伽師地論》（卷三）云：「等無間緣者，謂若此識無間，諸識決定生，此是彼等無間緣。」
等者，指心法非色，生滅時，非如色聚增減不定，識生時體唯是一。
此識者，謂自識。如此眼識望彼眼識為自識。若眼識望耳等餘識則非自識。耳等餘識應知亦爾。
諸識者，非謂八識，總說名諸識；乃指自識及彼心所善、不善、無記差別可得，是故名諸。

### 所緣緣
所緣緣（ālambana-pratyaya），又稱緣緣，是指與心、心所法相應的法。如眼識與眼識諸法以外界色法為所緣，耳識以聲音為所緣、鼻識以香味為所緣等，十八界之間，六識、六根與六塵的關係就屬於所緣緣。

### 增上緣
不障礙，有助於其他法生起的緣，稱為增上緣（adhipati-pratyaya）。相當於六因論中的能作因。